# Mujran Vajtangadze
Mujran Vajtangadze –en georgiano: მუხრან ვახტანგაძე– (Batumi, 22 de enero de 1973) es un deportista georgiano que compitió en lucha grecorromana.
Participó en dos Juegos Olímpicos de Verano, obteniendo una medalla de bronce en Sídney 2000, en la categoría de 85 kg, y el 18.º lugar en Atenas 2004.
Ganó una medalla de oro en el Campeonato Mundial de Lucha de 2001 y una medalla de bronce en el Campeonato Europeo de Lucha de 2003.

## Palmarés internacional
| Juegos Olímpicos   | Juegos Olímpicos               | Juegos Olímpicos  | Juegos Olímpicos |
| Año                | Lugar                          | Medalla           | Categoría        |
| ------------------ | ------------------------------ | ----------------- | ---------------- |
| 2000               | Sídney (Australia)             | Medalla de bronce | 85 kg            |
| Campeonato Mundial |                                |                   |                  |
| Año                | Lugar                          | Medalla           | Categoría        |
| 2001               | Patras (Grecia)                | Medalla de oro    | 85 kg            |
| Campeonato Europeo |                                |                   |                  |
| Año                | Lugar                          | Medalla           | Categoría        |
| 2003               | Belgrado (Serbia y Montenegro) | Medalla de bronce | 84 kg            |